# Jacob Trenskow
Jacob Bennedsen Trenskow (født 26. november 2000) er en dansk fodboldspiller, der spiller som angriber for den hollandske Eredivisie klub Heerenveen.  
Efter at have været ungdomsspiller i Aarhus GF startede Trenskow sin seniorkarriere i AC Horsens i 2020. Han fik først en kontrakt frem til vinterpausen.  Efter at have spillet 2021-sæsonen med den færøske klub NSÍ Runavík, flyttede Trenskow tilbage til Danmark og sluttede sig til 2. divisions klubben HB Køge. Det tog et stykke tid, før han etablerede sig som startspiller.  I den danske 1. division 2022-23 startede Trenskow dog inde i 29 af 30 kampe og scorede 7 mål. 
I sommeren 2023 afviste han et kontrakttilbud fra Køge, og kom til svenske Kalmar FF.  Han scorede sit første Kalmar-mål den 8. april 2024 mod Sirius.  